# Bydelsatlas
Bydelsatlas er en serie publikationer udgivet af Skov- og Naturstyrelsen i perioden 1991 – 1996. Disse publikationer dokumenterer væsentlige træk i den københavnske arkitektur og giver en klassifikation af alle bygninger opført før 1940 såvel som for udvalgte bygninger opført i 1940'erne og 1950'erne. De enkelte bydelsatlas er sammenfattet i et overordnet byatlas som viser hovedlinjerne i København (og Frederiksberg). Atlassene er, ligesom de tilsvarende kommuneatlas, baseret på analysesystemet SAVE.
Vurderingerne er lavet i samarbejde med Københavns Kommune og vurderer alene arkitekturen, uden at gå ind i bygningshistorien.
Bydelsatlas København har en rådgivende funktion i forhold til udarbejdelse af lokalplaner, såvel som for tildeling af offentlige økonomiske midler til vedligeholdelse.
Byatlas og bydelsatlas for København er en del af et initiativ som blev startet i 1987 af Planstyrelsen under navnet kommuneatlas. Siden 2002 er udgivelserne blevet videreudviklet til at dække den samlede kulturarv i et givet område og udgives af Kulturarvsstyrelsen under titlen kulturarvsatlas.

## Udgivelser
- Byatlas
  - Byatlas København (1996)
- Bydelsatlas
  - Amager Bydelsatlas (1992)
  - Bispebjerg Bydelsatlas (1991)
  - Brønshøj-Husum Bydelsatlas (1995)
  - Indre By/Christianshavn Bydelsatlas (1996)
  - Kongens Enghave Bydelsatlas (1993)
  - Nørrebro Bydelsatlas (1996)
  - Valby Bydelsatlas (1994)
  - Vanløse Bydelsatlas (1995)
  - Vesterbro Bydelsatlas (1991)
  - Østerbro Bydelsatlas (1992)

## Ekstern henvisning
- Alle bydelsatlassene og byatlasset kk.sites.itera.dk
- Københavns kommunes introduktion til bydelsatlas Arkiveret 9. juni 2007 hos  Wayback Machine
- Kulturarvsstyrelsens introduktion til bevaring af kulturmiljøer Arkiveret 13. maj 2006 hos  Wayback Machine
- Samlet liste over alle atlas udgivet til dato Arkiveret 22. juli 2006 hos  Wayback Machine
- Byskabsatlas (2003) kk.sites.itera.dk